# Yamaceratops
Yamaceratops là một chi khủng long, được Makovicky & Norell mô tả khoa học năm 2006.